# Baffle Ball
Baffle Ball es una máquina de pinball mecánica creada en 1931 por David Gottlieb, fundador de la compañía Gottlieb. 

## Jugabilidad
Por un centavo de los Estados Unidos, el jugador obtiene 10 bolas. El jugador debe usar un pistón para dirigir las bolas a los agujeros dispuestos en el campo de juego, con diferente puntuación. A diferencia de las máquinas de pinball posteriores, Baffle Ball no tenía flippers. El objetivo mayor es el Baffle Ball, un pequeño orificio que otorga el doble de puntos. Dado que el juego era puramente mecánico, las puntuaciones debían registrarse a mano. 

## Descripción
Si bien los pinball derivados de bagatelle han existido anteriormente, Baffle Ball fue el primer juego comercialmente exitoso de su tipo, siendo lo suficientemente asequible para que los propietarios de tiendas y tabernas recuperen rápidamente el costo de la máquina. Se fabricaron más de 50.000 unidades, iniciando así la industria del pinball.
Baffle Ball fue responsable del lanzamiento de la compañía Gottlieb, que pasó a fabricar máquinas de pinball como Ace High y Black Hole. El juego se solía disponer encima de los mostradores de la barra y el barman podría otorgar premios por puntajes altos. Es muy popular y buscado por los coleccionistas. 

## Versiones digital
La mesa se recreó virtualmente en un videojuego de simulación de pinball, Microsoft Pinball Arcade, aunque se hicieron ajustes a las reglas del juego. En lugar de las bolas de plata normales, se juegan bolas de colores que coinciden con el color del objetivo. Se otorgan puntos adicionales si el jugador asesta la bola en el blanco que coincide exactamente con el color de la bola. 